# 魔繭復活
《魔繭復活》（英語：Tale of the Mummy）是一部1998年的美國恐怖電影。

## 外部連結
- 互联网电影数据库（IMDb）上《魔繭復活》的资料（英文）
- AllMovie上《魔繭復活》的资料（英文）
- 爛番茄上《魔繭復活》的資料（英文）
- 開眼電影網上《魔繭復活 （页面存档备份，存于）》的資料 （繁體中文）
- 香港外語電影資料網上《魔繭復活 （页面存档备份，存于）》的資料 （繁體中文）
- 豆瓣电影上《魔繭復活》的資料 （简体中文）